# Panglao (Bohol)
Panglao (Bayan ng Panglao) är en kommun i Filippinerna. Kommunen tillhör provinsen Bohol och ligger på ön med samma namn. Folkmängden uppgår till 16 485 invånare.
Panglao är indelat i 10 barangayer.

## Bildgalleri

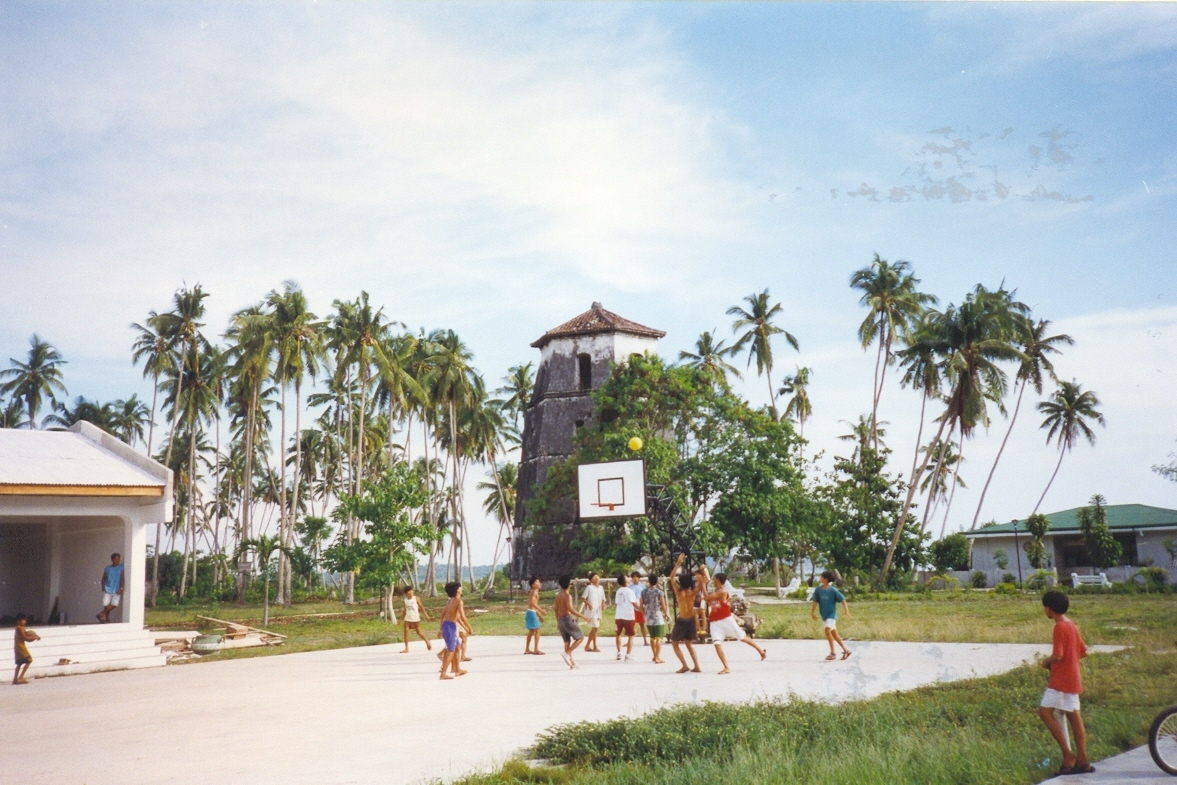
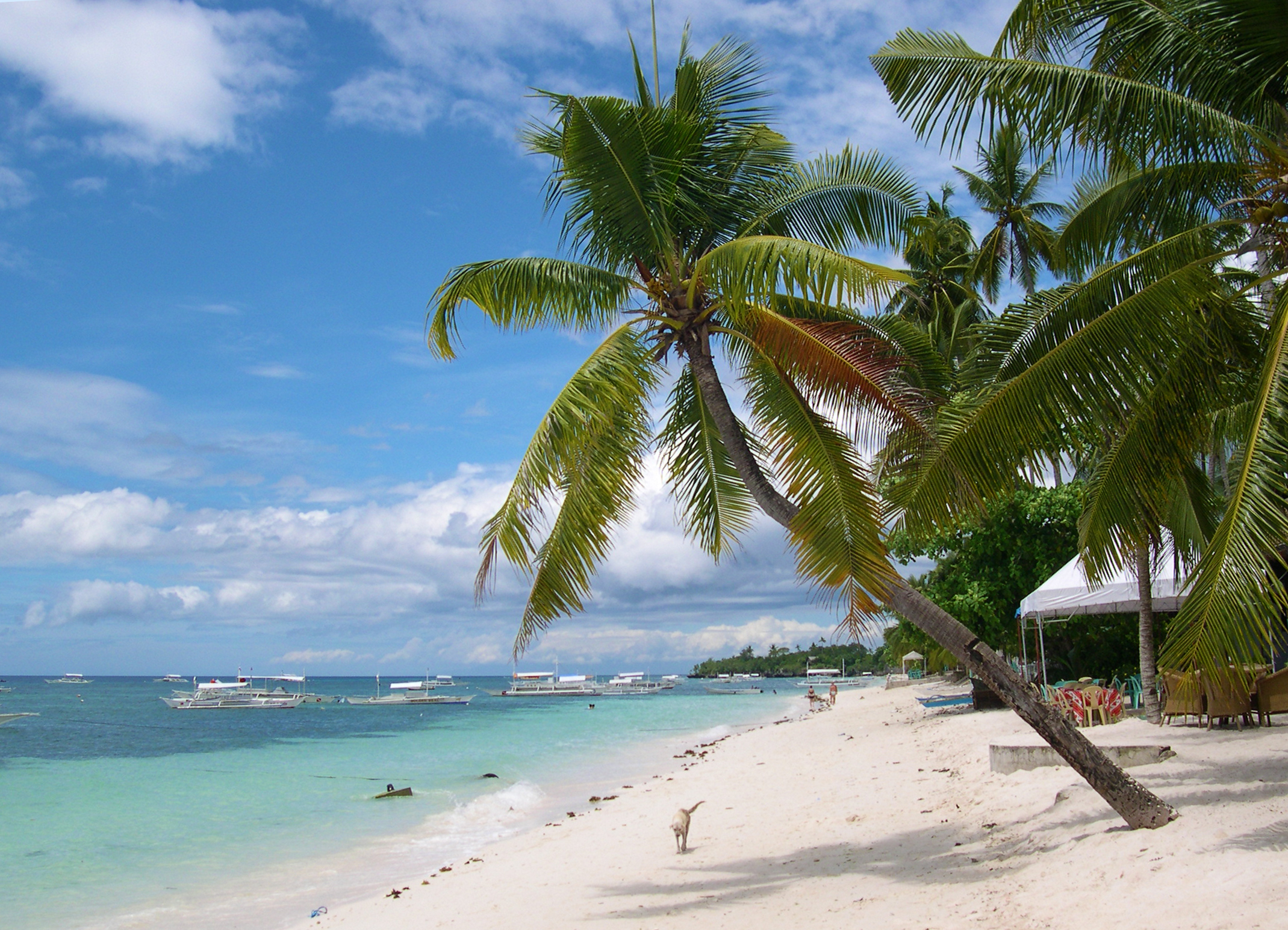
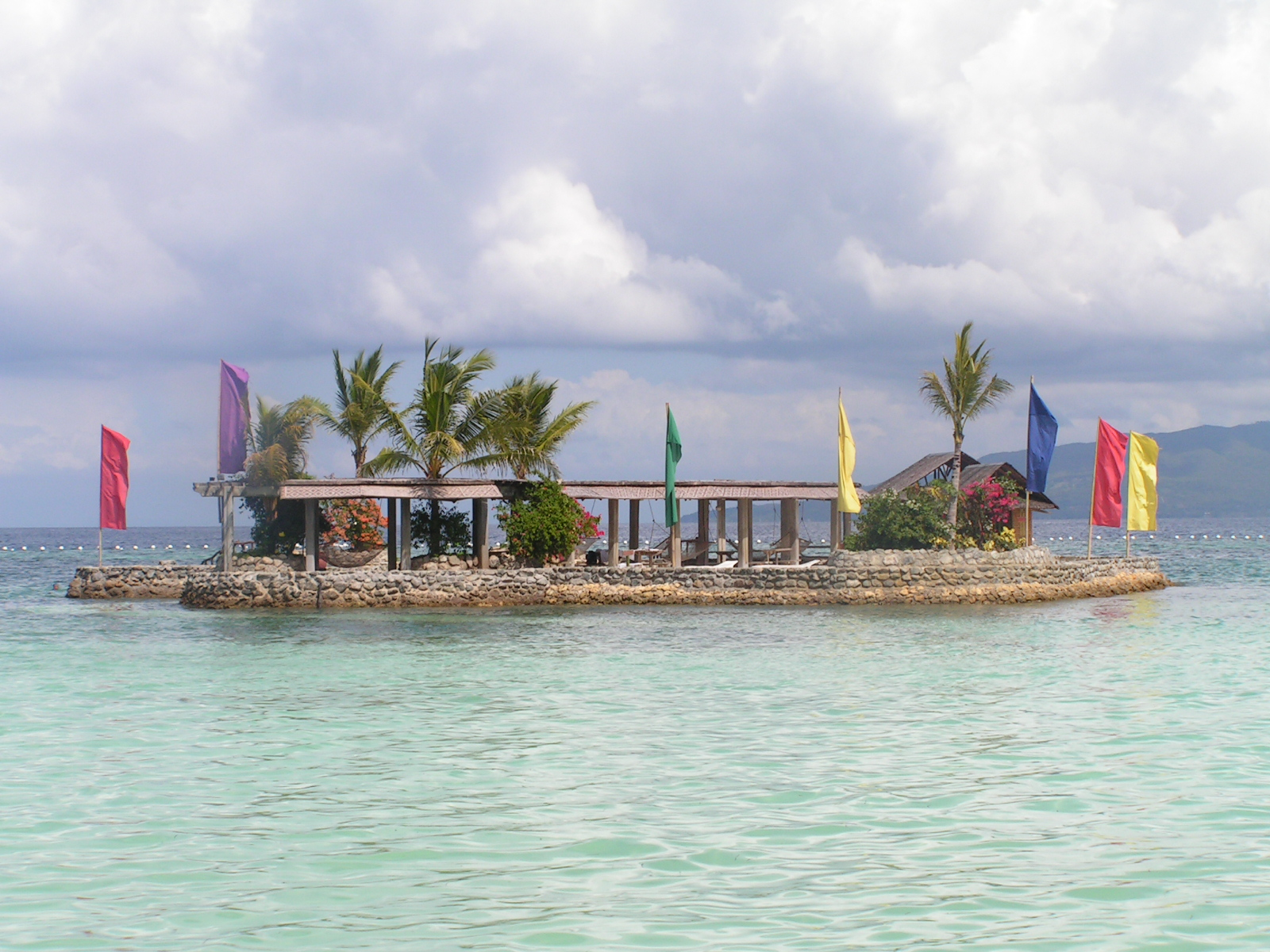
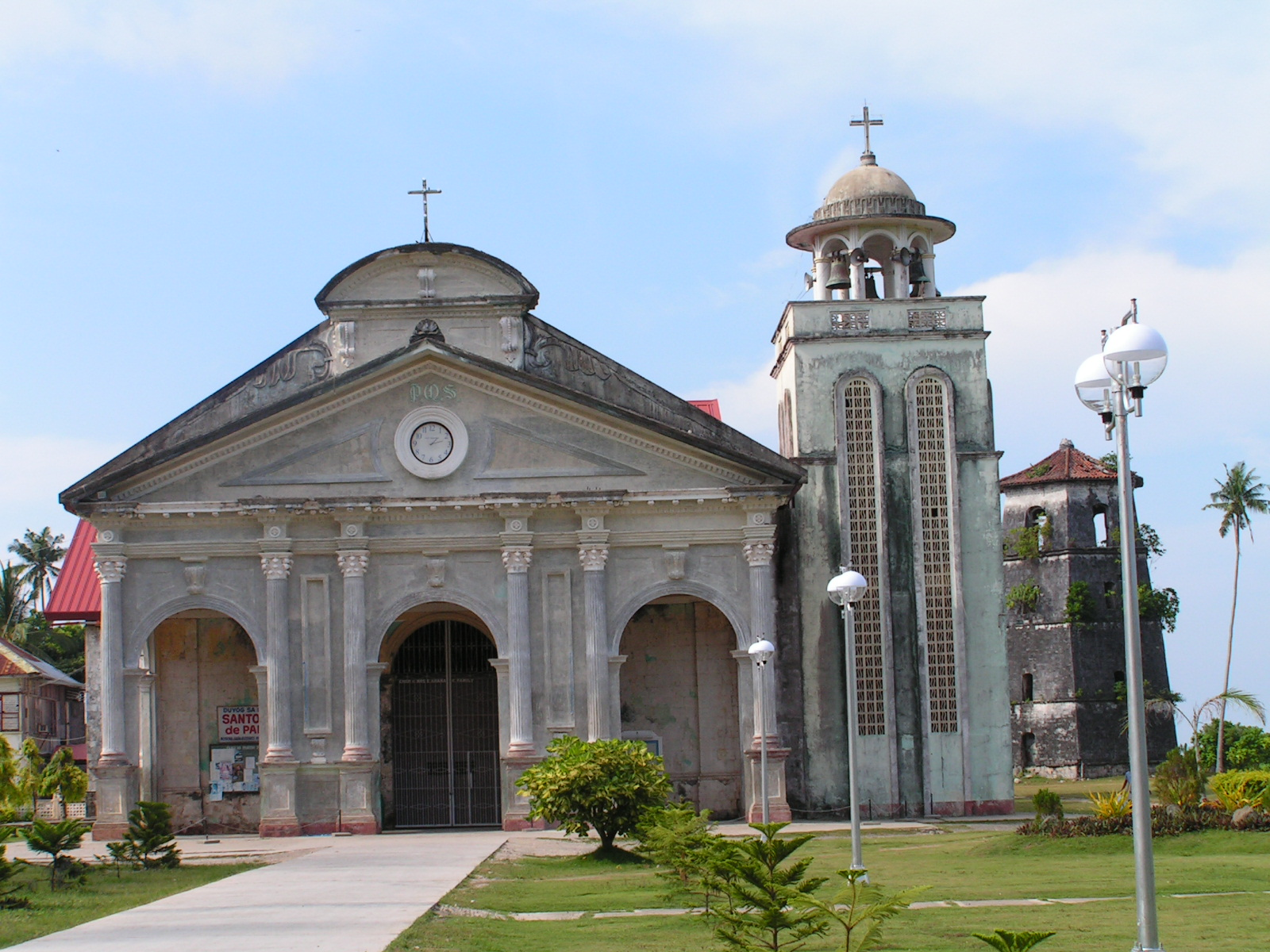
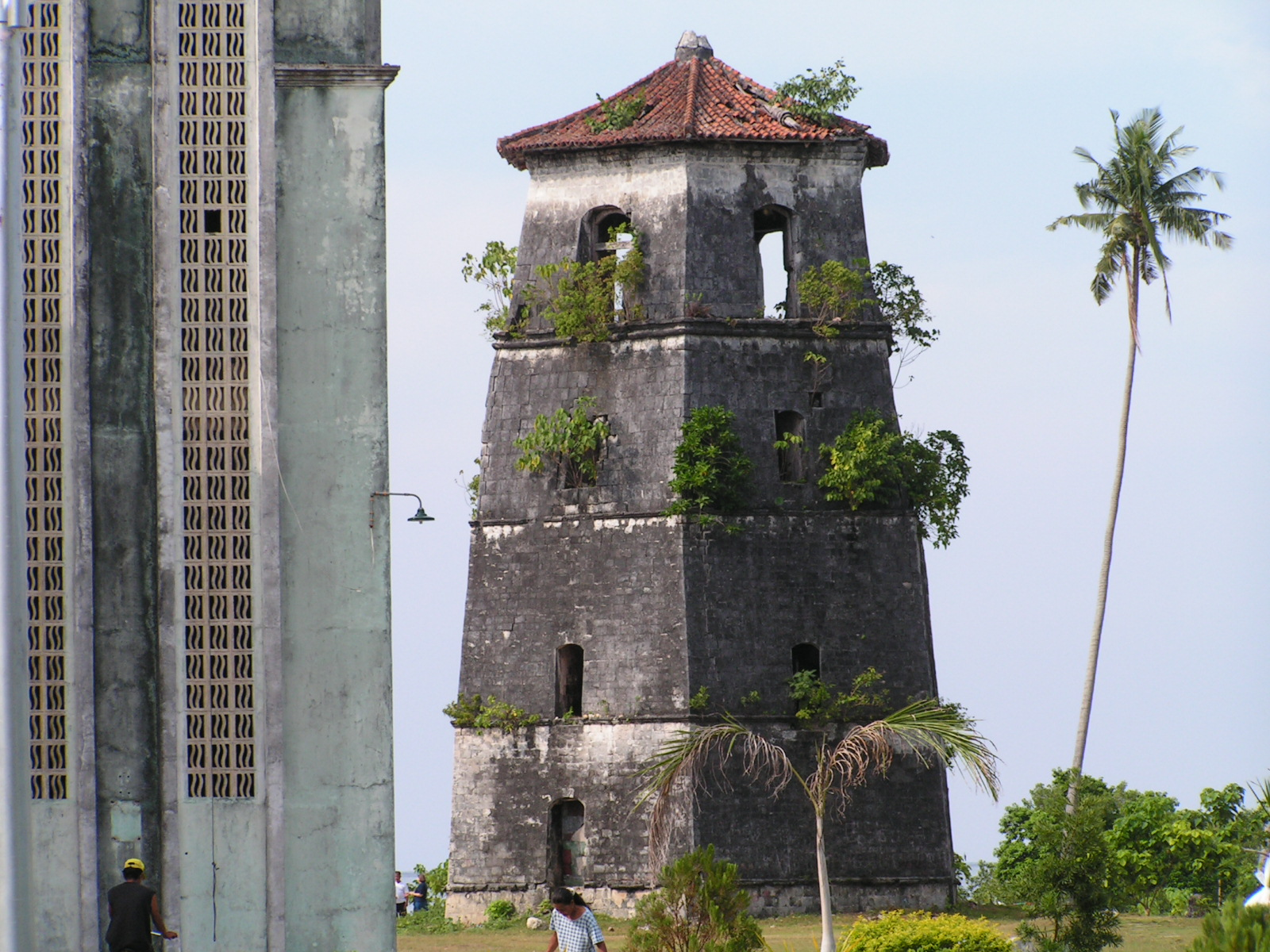